# Acartia
Acartia is een geslacht van eenoogkreeftjes uit de familie van de Acartiidae. De wetenschappelijke naam van het geslacht is voor het eerst geldig gepubliceerd in 1846 door Dana.

## Ondergeslachten
- Acartia (Acanthacartia) Steuer, 1915
- Acartia (Acartia)
- Acartia (Acartiella) Steuer, 1934
- Acartia (Acartiura) Steuer, 1915
- Acartia (Euacartia) Steuer, 1915
- Acartia (Hypoacartia) Steuer, 1915
- Acartia (Odontacartia) Steuer, 1915
- Acartia (Planktacartia) Steuer, 1915

## Soorten
- Acartia asymmetrica Tanaka, 1964
- Acartia baylyi Greewood, 1972
- Acartia denticornis Brady, 1883
- Acartia dubia Scott T., 1893
- Acartia eremeevi Pavlova & Shmeleva, 2010
- Acartia fancetti McKinnon, Kimmerer & Benzie, 1992
- Acartia fariai Oliveira, 1945
- Acartia gracilis Herrick, 1887
- Acartia iseana ItoTak, 1956
- Acartia laxa Dana, 1852
- Acartia limpida Dana, 1849
- Acartia mediterranea Pesta, 1909
- Acartia mollicula Pavlova & Shmeleva, 2010
- Acartia mossi (Norman, 1878)
- Acartia ponteloides (Kritchagin, 1873)
- Acartia ransoni Vaissière, 1954
- Acartia remivagantis Oliveira, 1946
- Acartia seshaiyai Subbaraju, 1968
- Acartia tokiokai Mori, 1942
- Acartia verrucosa Thompson, 1888